# Szpieg, który mnie kochał (powieść)
Szpieg, który mnie kochał – powieść Iana Fleminga o przygodach agenta 007 – Jamesa Bonda. Została napisana w 1962 roku i jest dziewiątą z kolei powieścią w cyklu o Bondzie.
Powieść różni się bardzo od pozostałych w sposobie napisania. Jest to jedyna powieść o Bondzie, w której mamy do czynienia z narracją pierwszoosobową. To też jedyna powieść, gdzie głównym bohaterem jest nie James Bond, ale młoda dziewczyna. Cała powieść to jej pamiętnik podzielony na trzy części – pierwsza opisuje jej przygody z dwoma mężczyznami, który potraktowali ją bardzo źle, druga opisuje pracę w motelu Pod Sennymi Sosnami i spotkanie z groźnymi bandytami, którzy chcą ją zabić, zaś trzecia opisuje jak do motelu przybywa Bond i ratuje dziewczynę. Agent 007 pojawia się dopiero w trzeciej części, nie jest więc obecny przez cały czas. Powieść ta jest również najkrótszą ze wszystkich powieści o Bondzie.

## Fabuła
Panna Vivienne Michel jest młodą dziewczyną, która ma bardzo niemiłe doświadczenia z mężczyznami. Dziewczyna wspomina o swoim pierwszym ukochanym, młodym studencie Oxfordu, który bardzo ją kochał – tak przynajmniej jej się wydawało. Co jakiś czas chodzili do kina, spędzając czas bardzo romantycznie. Pewnego jednak razu ukochany zażądał od niej zbliżenia fizycznego. Vivienne długo odmawiała bojąc się tego, wreszcie jej ukochany nie wytrzymał i postanowił posiąść ją w kinie, podczas oglądania filmu. Dziewczyna uległa mu, sądząc, że to jedyny sposób na miłość. Niestety, podczas seksu przyłapał ich portier i wyrzucił z kina, zabraniając im tu kiedykolwiek przychodzić. Do tego oboje musieli zapłacić mandat policjantowi za złe zaparkowanie samochodu. Od tego momentu ukochany zaczął się tak jakby wstydzić Vivienne, wreszcie któregoś dnia napisał do niej list, że wszystko między nimi skończone, on zaś nie będzie narażał swojej reputacji dla niej i nie może jej poślubić (co kiedyś solennie jej obiecywał).
Panna Michel przepłakawszy wiele dni postanowiła wziąć się w garść, ale nie było to takie proste. Znalazła nową pracę – została sekretarką pewnego biznesmena. Ten jednak patrzył na nią coraz łakomym wzrokiem, dziewczyna odmówiła mu względów, wreszcie zaś pracodawca wziął ją na litość – wypłakiwał się jej, że jest niekochany i nie ma po co żyć. Vivienne pocieszała go jak mogła, wreszcie została jego kochanką. Kiedy jednak zaszła w ciążę szef wysłał ją do specjalnej kliniki, by dokonała aborcji. Dziewczyna zrobiła to (za jego zresztą pieniądze), ale musiała odejść z pracy do tego z piętnem w duszy.
Próbując uciec od swojej skomplikowanej przeszłości główna bohaterka rozpoczęła pracę w motelu „Pod Sennymi Sosnami”. Niestety, owo miejsce, oddalone bardzo od cywilizowanego świata, okazało się być pułapką bez wyjścia. Pewnej nocy w motelu zjawiło się tam dwóch morderców: perwersyjny Sol Horror i nieubłagany Spluwak Morant. Oboje zaczynają demolować motel, biją dziewczynę, chcą ją zgwałcić. Dziewczyna próbuje uciec, ale jej się nie udaje. Ratuje ją dzwonek do drzwi. Tajemniczy Anglik zajechał do motelu, gdyż złapał gumę i poprosił o nocleg. Dziewczyna wyjaśnia mu po cichu, jak się sprawy mają, Anglik obiecuje jej pomóc. Wyjaśnia pannie Michel, że nazywa się James Bond i jest brytyjskim agentem. Właśnie wracał z misji na Bahamach (opisanej w powieści Operacja Piorun (powieść)), by złożyć meldunek w Londynie, kiedy złapał gumę i trafił tutaj. Mordercy chcą go przepędzić, ale Bond nie pozwala na to i zmusza ich, by dali mu spokój. Uprzedza pannę Michel, by miała się na baczności.
Vivienne śpi spokojnie, ale nie na długo, mordercy próbują wykończyć ją i Bonda. Dzielny agent ratuje dziewczynę i razem ewakuują się z motelu. Bond zostawił nawet mordercom w swoim łóżku manekina, by nie zauważyli, że opuścił pokój. 007 wyjaśnia również dziewczynie, że morderców wysłał jej pracodawca – motel bowiem jest bardzo wysoko ubezpieczony. Zniszczenie go przez tajemniczych zbrodniarzy przyniesie szefowi więcej zysków niż utrzymywanie go. Panna Michel zaś miała zginąć jako niewygodny świadek. Do zbrodni jednak nie dochodzi, Bond stacza potyczkę z obydwoma bandytami i po kilku niebezpiecznych sytuacjach zabija ich. Potem zabiera pannę Michel do zrujnowanego motelu i opatruje jej rany. Vivienne jest wzruszona jego zachowaniem i oddaje mu się cała. Niestety, jeden z morderców przeżył i chce skończyć robotę. Ale na szczęście Bond czuwa i zabija wroga w jego samochodzie, kiedy ten chciał uciec z miejsca zbrodni. Bond i Michel spędzają noc pełną namiętności.
Nad ranem Vivienne budzi się sama i znajduje przy łóżku liścik od 007. Pisze on w nim, że musi jechać i złożyć meldunek swoim przełożonym, ale nie zapomniał o niej i powiadomił o wszystkim policję. Prosi go, by nie gniewała się na niego, ale on musi robić swoje, a ona swoje. Vivienne rozumie go doskonale i nie ma do niego pretensji. Kiedy przyjeżdżają policjanci dziewczyna wyjaśnia im, co zaszło. Policja postanawia zatrzymać jej szefa za próbę wyłudzenia odszkodowania i zabicia swojej pracownicy. Starszy policjant mówi do Michel ojcowskim tonem, że agent, który ją ocalił, to dobry człowiek, ale nie należy się z takimi wiązać. Vivienne uważa, że ma on rację i zwraca przychylne oko na młodego policjanta, który troskliwie pomaga jej dojść do siebie. Stwierdziła, że taki człowiek bardziej nadaje się na męża niż agent brytyjskiego wywiadu. Jednak pomimo tego w jej pamięci na zawsze pozostanie ten mężczyzna, który jako pierwszy nie potraktował jej podle, a wręcz ocalił jej życie: James Bond – szpieg, który ją kochał.

## Wydania polskie
- 2003, wyd. Etiuda, przekł. Robert Stiller – jako Moja miłość to agent.
- 2008, wyd. PW Rzeczpospolita, przekł. Robert Stiller.